# Данијел Церовић
Данијел Церовић (Никшић, 6. септембар 1979) је црногорски класични гитариста. Професор је гитаре и камерне музике на Музичкој академији у Цетињу, Универзитет Црне Горе.

## Биографија
Рођен је у Никшићу, 6. септембра 1979. године. Средњу музичку школу завршио је у Подгорици, а такође и једну годину као ванредан ученик у Музичкој школи „Јосип Славенски” у Београду. Године 1997, као седамнаестогодишњак, уписује се на Факултет музичких уметности у Београду, на одсеку за гитару у класи проф. Вере Огризовић. Магистарске студије уписује 2002. године на Музичкој академији Универзитета Црне Горе на Цетињу, а већ следеће године (2003) први пут ступа у радни однос на Музичкој академији на Цетињу као сарадник у настави. Магистрирао је 2007. године након успешне одбране магистарског рада под називом „Кључне сонате за гитару у периоду између два свјетска рата”, а такође, у склопу завршног магистарског испита извео је концертни програм са делима Маура Ђулијанија, Доменика Скарлатија и Мануела Марије Понсеа. Постдипломске, двогодишње студије за гитару завршио је на Високој школи за музику у Мастрихту (Холандија) у класи професора Карла Маркјонеа. Током школовања освајао је значајне награде на републичким, савезним (СРЈ) и међународним такмичењима за гитару и камерну музику. Усавршавао се и на бројним семинарима у земљи и иностранству са престижним уметницима и педагозима као што су: Фабио Занон (Бразил), Тилман Хопшток (Њемачка), Душан Богдановић (САД) и Бето Давезак (Уругвај).
Члан је Црногорског дуа гитара, заједно са виртуозом гитаре Гораном Кривокапићем. Снимили су Ј. С. Бахове енглеске свите за Наксос рекордс. Овај светски премијерни снимак добио је похвале од стране публике и музичких критичара, као што је Класик тудеј. Њихов дебут са радовима Карла Домениконија, Астора Пјацоле и Душана Богдановића објављен је 2013. године.
У 2019/20, као солиста и члан Црногорског дуа гитара наступиће на фестивалима, концертним дворанама у Азији, Јужној Америци, Европи и Сјеверној Америци, те снимити два нова цедеа за издавачку кућу Наксос рекордс, један као солиста са дјелима барокног композитора Силвијуса Леополда Вајса, а други са музиком Астора Пјацоле као члан дуа гитара са Гораном Кривокапићем.